# 钱鹤皋
钱鹤皋（？—1364年），元朝上海人，世住西王湖桥（今上海闵行区华漕）。
钱鹤皋家富好施，广结侠士。至正十七年（1357年），元朝任命为江浙行省左丞。至正二十四年（1364年），元朝松江知府归顺朱元璋，征收城砖九千万块，惊扰百姓。钱鹤皋揭竿起义兵，想要为元朝收复松江府。任命姚大章为总兵，联系张士诚故将韩复春、施仁济，聚众攻克松江、嘉定，派儿子钱遵义率部至苏州联系张士诚，被朱元璋军堵击围歼。朱元璋派徐达攻松江，钱鹤皋率部抗击，在横沥兵败被杀。